# Varfolomej Nikolaj Remov
Nikolaj Fëdorovič Remov, in russo Никола́й Фёдорович Ре́мов?, noto come Varfolomej (Bartolomeo, in russo Варфоломей?; Mosca, 3 ottobre 1888 – Mosca, 26 giugno 1935), è stato un vescovo cattolico russo, in origine appartenente alla Chiesa ortodossa russa e poi passato alla Chiesa cattolica.

## Primi anni di vita e formazione
Nikolaj Fëdorovič Remov, in seguito noto come Varfolomej, nacque a Mosca il 3 ottobre 1888. Era figlio di un prete ortodosso. Si diplomò presso il Collegio teologico del monastero di Zaikonospasskij nel 1902 e presso il seminario teologico di Mosca nel 1908. Nel 1912 si laureò in teologia all'Accademia teologica di Mosca.

## Vita monastica
Il 10 giugno 1911 ricevette la tonsura monastica e il 23 dello stesso fu ordinato ierodiacono. Il 18 febbraio 1912 fu ordinato ieromonaco. Nel 1912 divenne assistente di un professore del Dipartimento di Sacre Scritture dell'Antico Testamento dell'Accademia teologica di Mosca. Dal 1913 fu decano della chiesa accademica dell'Intercessione. Nel novembre 1913 difese una tesi intitolata "Il libro del profeta Abacuc: introduzione e interpretazione". L'elaborato si basava su un'analisi dettagliata dei testi greci ed ebraici del libro di Abacuc, tenendo conto dei manoscritti slavi. L'attenzione dell'autore si concentrò sulla critica testuale e "sull'interpretazione storica del libro del profeta Abacuc". Nel gennaio del 1914 fu approvato come assistente professore e dal 20 agosto 1916 fu professore straordinario.
Nel 1919 venne promosso al rango di archimandrita e divenne responsabile della chiesa dell'Accademia. Nel 1920 il patriarca Tichon di Mosca lo nominò direttore dell'Istituto superiore di teologia. Lo stesso anno, il 6 settembre, fu arrestato per essersi detto contrario all'apertura delle reliquie di San Sergio di Radonež. Tuttavia, fu rilasciato il 28 febbraio 1921 a causa di complicazioni di salute e fu portato via dalla prigione su una barella.
Oltre al suo lavoro di storico e studioso biblico, Remov era conosciuto come esperto di liturgia e lingua slava ecclesiastica. La conoscenza della lingua slava ecclesiastica gli era stata richiesta dal metropolita Sergio Stragorodskij per l'analisi dei libri liturgici, in particolare del coro e degli inni, con particolare attenzione al Patriarcato di Mosca.

## Vescovo ortodosso
Il 28 luglio 1921 il vescovo di Sergiev Posad, vicario dell'eparchia di Mosca, lo trasferì al monastero della Trinità di San Sergio. Vi esercitò il suo ministero dal 1921; nel 1923 divenne superiore del monastero e ricoprì quest'incarico fino al 1929. Dal 1925 al 1935 fu anche rettore della chiesa della Natività della Vergine a Putinki. Dopo la chiusura del suddetto monastero, i chierici, che prestavo servizio con il vescovo Varfolomej, si trasferirono nella chiesa da lui retta. Qui, Remov era rispettato per la sua fedeltà come asceta, confessore e lavoratore. Nonostante le persecuzioni religiose, il vescovo Remov organizzò comunità monastiche segrete, sotto la giurisdizione de jure del vice patriarca e locum tenens Sergio Starogorodskij. Fu qui che Remov iniziò a esprimere le critiche alla Chiesa ortodossa e al suo corso politico.
Nel 1928 fu arrestato e accusato di "ospitare una spia". Durante la detenzione, Remov accettò ufficialmente di cooperare con la polizia segreta, probabilmente dopo torture e minacce. In seguito fu rilasciato anche se omise di rivelare informazioni significative durante la sua detenzione. La sua "cooperazione" con gli agenti della polizia segreta aveva l'obiettivo di preservare il monachesimo segreto a Mosca, "coprendolo" quindi dalle rappresaglie delle autorità.

## Vescovo cattolico clandestino
Nel 1928 incontrò l'amministratore apostolico di Mosca, il vescovo Pie Eugène Neveu, con il quale era rimasto in contatto. La polizia segreta riteneva che il vescovo Varfolomej avrebbe informato gli ufficiali di sicurezza degli umori e delle attività del vescovo Neveu. In effetti, considerò un riavvicinamento con i cattolici l'opportunità di alleggerire il destino della Chiesa ortodossa russa. Trasmise informazioni sulla persecuzione della Chiesa al rappresentante vaticano in Russia perché le portasse all'attenzione della comunità internazionale.
A poco a poco, Remov cominciò a mostrare simpatia per il cattolicesimo. In una lettera del 1931, il vescovo Neveu dubitava che il vescovo Varfolomej fosse cattolico, poiché "si limitava a parole vaghe sulle sue simpatie e aveva troppa paura di compromettersi". Tuttavia, il 10 novembre 1932 si convertì segretamente al cattolicesimo e creò una piccola comunità cattolica segreta di membri della sua Chiesa.
Il 25 febbraio 1933 monsignor Michel d'Herbigny, presidente della Pontificia commissione per la Russia, e operante in Unione Sovietica clandestinamente lo nominò vicario di monsignor Neveu e gli assegnò la sede titolare di Sergievo, istituita per l'occasione. Nel documento di nomina si legge che "è investito della dignità episcopale nel rito orientale". D'Herbigny diede il suo sostegno al vescovo Varfolomej. Fu la prima conversione di un vescovo ortodosso al cattolicesimo del XX secolo.
Il 9 giugno 1934 venne elevato alla dignità arciepiscopale.
Alcuni credevano che le informazioni del vescovo Remov sulla sua transizione al cattolicesimo fossero false. La Chiesa ortodossa russa negli anni '90 era infatti intenzionata a canonizzarlo. Credevano che i suoi rapporti con i cattolici non andassero oltre la consultazione e il trasferimento di informazioni. A loro avviso, il riconoscimento degli interrogatori venne "eliminato" dagli impiegati dell'NKVD e i documenti firmati dal vescovo D'Herbigny erano dubbi. Tuttavia, la loro argomentazione fu in seguito respinta da studiosi sia ortodossi che cattolici. L'archivio generale dei monaci agostiniani a Roma custodisce infatti la corrispondenza tra il vescovo Remov e il vescovo Neveu ed essa dimostra la sua effettiva conversione.

## Ultimo arresto e condanna a morte
Il vescovo Remov fu arrestato all'inizio del 1928, ma venne poi rilasciato a condizione che diventasse un informatore della polizia segreta e che firmasse l'accordo per iscritto. Fu nuovamente arrestato il 21 febbraio 1935 e accusato di non aver trasmesso alcuna informazione alla polizia e di aver violato i suoi doveri ufficiali. Fu accusato anche di aver trasmesso al vescovo Neveu informazioni sulla presunta persecuzione della Chiesa nell'Unione Sovietica, sapendo che il presule le avrebbe trasmesse all'estero per creare una campagna antisovietica. Dopo un breve periodo di detenzione nella prigione di Butyrka, dove era custodito da poco dopo il suo arresto, Remov fu accusato di tradimento e abbandono del dovere per incapacità di esercitare i migliori interessi dell'NKVD.
Il Collegio militare della Corte suprema dell'Unione Sovietica lo condannò a morte il 17 giugno 1935. Venne fucilato il 26 dello stesso mese.
Ci furono altri arresti oltre il suo. Tuttavia, fu l'unico condannato a morte. La sentenza fu incredibilmente severa per il 1935 e fu successivamente attribuita al fatto della sua ostinata riluttanza a collaborare durante gli interrogatori. Quando l'inquirente gli domandò del suo silenzio, rispose: "Ho cercato un sostituto, ma non l'ho trovato".